# Jerome Damon
Jerome Damon (* 4. April 1972 in Kapstadt) ist ein ehemaliger südafrikanischer Fußballschiedsrichter. Er war ab 2000 FIFA-Schiedsrichter.
Damon nahm bisher an vier Fußball-Afrikameisterschaften teil. Zudem war er Reserveschiedsrichter bei der Fußball-Weltmeisterschaft 2006 in Deutschland und wurde dort als Vierter Offizieller eingesetzt. Im dritten Viertelfinalspiel der Fußball-Afrikameisterschaft 2010 zwischen Ägypten und Kamerun verschuldete Damon ein Phantomtor.

## Turniere
- Fußball-Afrikameisterschaft 2004 in Tunesien:
  - Tunesien – DR Kongo 3:0 (Vorrunde)
- Fußball-Afrikameisterschaft 2006 in Ägypten:
  - Marokko – Elfenbeinküste 0:1
  - Nigeria – Senegal 2:1 (beide Vorrunde)
  - Nigeria – Elfenbeinküste 0:1 (Halbfinale)
- Fußball-Afrikameisterschaft 2008 in Ghana:
  - Mali – Benin 1:0
  - Guinea – Marokko 3:2 (beide Vorrunde)
  - Ghana – Elfenbeinküste 4:2 (Spiel um Platz 3)
- Fußball-Afrikameisterschaft 2010 in Angola:
  - Elfenbeinküste – Ghana 3:1
  - Angola – Algerien 0:0 (beide Vorrunde)
  - Ägypten – Kamerun 3:1 n. V. (Viertelfinale)